# Morsø Bank
Morsø Bank A/S var en dansk lokalbank med 7 afdelinger på og omkring Mors samt i Herning. Banken havde i 2007 et resultat efter skat på 29,3 mio. kr. 
Banken blev grundlagt i 1876 og var noteret på Københavns Fondsbørs. Den 5. november 2010 blev Morsø Bank en del af Fjordbank Mors, som var en fusion imellem Morsø Bank og Morsø Sparekasse.